# Bisei Spaceguard Center
Le Bisei Spaceguard Centre est un organisme créé dans le but de suivre les astéroïdes et les débris spatiaux. Ces débris provenant de véhicules et transporteurs spatiaux détruits, de satellites  ainsi que d'autres objets de petite taille qui peuvent présenter un danger pour les engins spatiaux d'exploitation.
La construction du centre s'est faite en 2000 à Bisei dans la préfecture d'Okayama par le Forum spatial du Japon (JSF) avec les contributions du ministère japonais de l'Éducation, de la Culture, des Sports, des Sciences et technologies. Toutes les dépenses du centre sont couvertes par l'Agence japonaise d'Exploration Aérospatiale (JAXA). Les télescopes qui suivent les traces des débris spatiaux sont opérés par les membres de la Japan Spaceguard Association. Outre le centre Spaceguard, l'installation comprend un observatoire astronomique opérationnel.

## Instruments
Le télescope Cassegrain  de 1 mètre de diamètre a un champ de vision de trois degrés. Il est prévu d'utiliser une mosaïque de dix détecteurs CCD dont chacun aura la résolution de 2096x4096 pixels. Un télescope de 0,5 mètre avec un champ de vision de 2x2 degrés a commencé ses observations en février 2000. Une fois terminées les opérations de recherche opérées par le télescope d'1 mètre, le télescope de 0,5 mètre sera utilisé pour fournir des observations de suivi astrométrique.